# 懺悔星期二
懺悔星期二（直譯油膩的星期二，又稱懺悔節、马蒂·格拉斯）是圣灰星期三的前一天。在许多地方人们通过狂欢节、化妆舞会和化妆游行的方式来庆祝这个节日，其中以新奥尔良、莫比尔和悉尼最为著名。